# Syngnathus floridae
Syngnathus floridae е вид морска игла от семейство иглови (Syngnathidae). Видът не е застрашен от изчезване.

## Разпространение и местообитание
Разпространен е в Бахамски острови, Белиз, Бермудски острови, Куба, Мексико, Никарагуа, Панама, САЩ и Хондурас.
Обитава крайбрежията на морета и заливи в райони със субтропичен климат. Среща се на дълбочина от 0,5 до 1646 m, при температура на водата от 4,2 до 27,2 °C и соленост 35 – 36 ‰.

## Описание
На дължина достигат до 25 cm.
Популацията на вида е намаляваща.